# Courtney B. Vance
Courtney Bernard Vance (12. ožujka 1960.) je američki glumac. Najpoznatiji je po ulogama u filmovima Hamburger Hill i Lov na Crveni oktobar te televizijskim serijama Zakon i red: Zločinačke nakane (u kojoj je igrao pomoćnika državnog tužitelja Rona Carvera) i Američka kriminalistička priča (u kojoj je igrao odvjetnika Johnnieja Cochrana). Za potonju, Vance je osvojio prestižnu televizijsku nagradu Emmy u kategoriji najboljeg glumca u mini-seriji i/ili TV-filmu. Također je nastupao u gostujućoj ulozi TNT-ove serije The Closer kao šerif Tommy Delk u razdoblju od 2010. do 2011. godine. Godine 2013. osvojio je nagradu Tony za najboljeg glumca u kazališnom komadu za ulogu u predstavi Lucky Guy.

## Rani život
Vance je rođen 12. ožujka 1960. godine u Detroitu (država Michigan) kao sin knjižničarke Leslie Anite (rođ. Daniels) i upravitelja dućana Conroyja Vancea. Pohađao je školu Detroit Country Day School, a kasnije diplomirao na sveučilištu Harvard. Tijekom boravka na Harvardu, Vance je već započeo raditi kao glumac i to kao član družine Boston Shakespeare Company. Kasnije je diplomirao i na dramskoj školi Yale gdje je upoznao kolegicu studenticu, a kasnije i suprugu Angelu Bassett.

## Karijera
Vance je tri puta nominiran za nagradu Tony. Nagradu je osvojio 2013. godine za glavnu ulogu u predstavi Lucky Guy autorice Nore Ephron. Ostale dvije nominacije uključuju nastup u kazališnom komadu autora Augusta Wilsona Ograde ovjenčanom Pulitzerovom i Tony nagradom 1987. godine te nastup u kazališnom komadu Šest stupnjeva razdvojenosti autora Johna Guarea iz 1991. godine. Godine 1987. osvojio je nagradu Clarence Derwent za nastup u predstavi Ograde.
Prije nego što se pridružio glumačkoj postavi televizijske serije Zakon i red: Zločinačke nakane, Vance se pojavio u originalnoj inačici te serije - Zakon i red - i to dva puta: prvi puta u manjoj ulozi u epizodi prve sezone naziva By Hooker, By Crook te u većoj ulozi u epizodi pete sezone naziva Rage.
Njegove najranije filmske uloge uključuju nastupe u uradcima kao što su Hamburger Hill, Lov na Crveni oktobar, Posljednja večera, Opasne misli i Pustolovine Huckleberryja Finna. Kasnije se pojavio u filmovima kao što su Cookie's Fortune redatelja Roberta Altmana, Obnovljena ljubav redateljice Penny Marshall i Svemirski kauboji redatelja Clinta Eastwooda. Vance je također nastupio i u romantičnoj komediji Ljubav i akcija u Chicagu čiji je bio ko-producent. Glumio je Bobbyja Sealea (jednog od osnivača pokreta Crnih pantera) u dokumentarističkoj drami Panther redatelja Melvina i Maria Van Peeblesa. Godine 2008. i 2009. nastupio je u gostujućoj ulozi u posljednjoj sezoni televizijske serije Hitna služba skupa sa svojom suprugom Angelom Bassett.
Dana 2. prosinca 2008. godine TV Guide je objavio da je Vance dobio ulogu šefa FBI-a u Los Angelesu u pilot epizodi nadolazeće ABC-jeve televizijske serije Flash Forward: Pogled u budućnost čija se radnja temelji na romanu Roberta J. Sawyera, a koja bi se paralelno prikazivala uz tada popularnu seriju Izgubljeni. Godine 2011. nastupio je u jednoj od glavnih uloga u filmskom horor serijalu Put bez povratka 5.
Vance je svoj glas posudio u televizijskim spotovima za NFL naziva You Want the NFL, Go to the NFL.
U šestoj i sedmoj sezoni televizijske serije The Closer u TNT produkciji glumio je šerifa Tommyja Delka. Također je glumio odvjetnika Benjamina Brooksa u četiri epizode serije Osveta. Godine 2015. glumio je Milesa Dysona u filmu Terminator: Genisys.
Godine 2016. nastupio je u jednoj od glavnih uloga u FX-ovoj televizijskoj seriji Američka kriminalistička priča (podnaslova Narod protiv O. J. Simpsona) u kojoj je tumačio odvjetnika Johnnieja Cochrana, a čija se radnja bavi suđenjem za ubojstvo O. J. Simpsonu. Serija je s emitiranjem započela 2. veljače 2016. godine, a Vance je za svoju performansu pobrao hvalospjeve kritike i osvojio prestižnu televizijsku nagradu Emmy u kategoriji najboljeg glavnog glumca u mini-seriji i/ili TV-filmu.

## Osobni život
Vance se nalazi u braku sa suprugom, također glumicom, Angelom Bassett koju je prvi puta upoznao 1980. godine. Njih dvoje imaju blizance - sina Slatera Josiaha Vancea i kćer Bronwyn Golden Vance rođene 27. siječnja 2006. godine. On i Bassett skupa s Hilary Beard autori su knjige Friends: A Love Story. Vance i Bassett na godišnjoj bazi također sudjeluju u proslavi Božića koja se održava u Disneyjevom tematskom parku Epcot. Obitelj živi u Los Angelesu.
Vance se nalazi na čelu uprave voditelja glumačkog centra u New Yorku, a također aktivno podupire i Boys & Girls Club of America.
Na PBS-ovom programu Finding Your Roots Vance je otkrio da je njegov otac rođen iz braka 17-godišnjakinje Victorije Ardelle Vance.

## Vanjske poveznice
- Courtney B. Vance u internetskoj bazi filmova IMDb-u (engl.)